# Біллі Бой Арнольд
Біллі Бой Арнольд (англ. Billy Boy Arnold), справжнє ім'я Вільям Арнольд (англ. William Arnold; 16 вересня 1935, Чикаго, Іллінойс) — американський блюзовий співак, виконавець на губній гармоніці, гітарист і автор пісень. Брат басиста Джерома Арнольда. Автор блюзового стандарту «I Wish You Would».

## Біографія
Вільям Арнольд народився 16 вересня 1935 року в Чикаго, Іллінойс. Син Вільяма і Тельми Арнольд, брат Ромео (Джерома) Арнольда і ймовірно Джуліо Фінна. Кузен батька Віллі володів клубом Club Georgia в Чикаго, де Біллі Бой брав уроки у губного гармоніста Сонні Бой (Джон Лі) Вільямсона до його трагічної смерті у 1948 році.
У юності грав на вулицях Чикаго з другом дитинства Бо Діддлі (який був відомий на той час ще як Еллас Мак-Деніелс). 1953 року зробив свій перший запис у складі оркестру Боба Картера на лейблі Cool. Тоді ж виступав у чиказьких клубах разом з Джонні Темплом, Джонні Шайнсом, Отісом Рашом та ін. У 1954–1955 роках працював з Бо Діддлі, зокрема в клубі Apollo Theater. У березні 1955 року акомпанував Діддлі на Checker («I'm A Man», «She's Fine, She's Mine»), дочірньому лейблі Chess Records. Під час сесії з Діддлі, Арнольд записав пісню «You Got to Love Me», яку Checker не випустив, однак пізніше її було включено у бокс-сет Chess Blues 1947–1967 у 1992 році. Однак Біллі Бой не хотів бути сайдменом, а мав на меті записуватися як соліст. Після непорозуміння з власником студії Chess Леонардом Чессом (Бо Діддлі сказав Арнольду, що він не подобається Чессу), Біллі Бой перейшов на інший чиказький лейбл Vee-Jay, з яким підписав контракт.
У 1955 році на Vee-Jay записав «I Wish You Would» (вважається першою блюзовою сесію із використанням електричного басу), яка відразу стала місцевим хітом (також пісня стала блюзовим стандартом, неодмінним в репертуарі гуртів британської блюзової хвилі 1960-х років). Виступав у районі Саут-сайд у Чикаго разом з учасниками гурту Мадді Вотерса Літтлом Волтером і Джуніором Веллсом. До 1958 року продовжував записуватися на Vee-Jay («I Ain't Got You», «Prisoner's Plea», «Rockinitis»).
25 червня 1963 року виступив разом з піаністом Літтлом Джонні Джонсом у клубі «Fickle Pickle» в Чикаго (записи цього концерту вийшли у 1979 році на Alligator під назвою Little Johnny Jones with Billy Boy Arnold). 30 грудня 1963 року записав дебютний сольний альбом More Blues on the South Side (1964) на лейблі Prestige, на якому йому акомпанували гітарист Майті Джо Янг, піаніст Лафаєтт Лік, брат Біллі Боя басист Джером Арнольд і ударник Джуніор Блекмон. 1965 року працював з Джиммі Вокером і Джонні Янгом. У червні 1966 року записав «I Left My Happy Home», «Billy Boy's Jump» і «Crying and Pleading» (з Майті Джо Янгом) для альбому-антології Goin' to Chicago (1966) на Testament (у 1995 році матеріал був перевиданий із додаткомими треками і дублями).

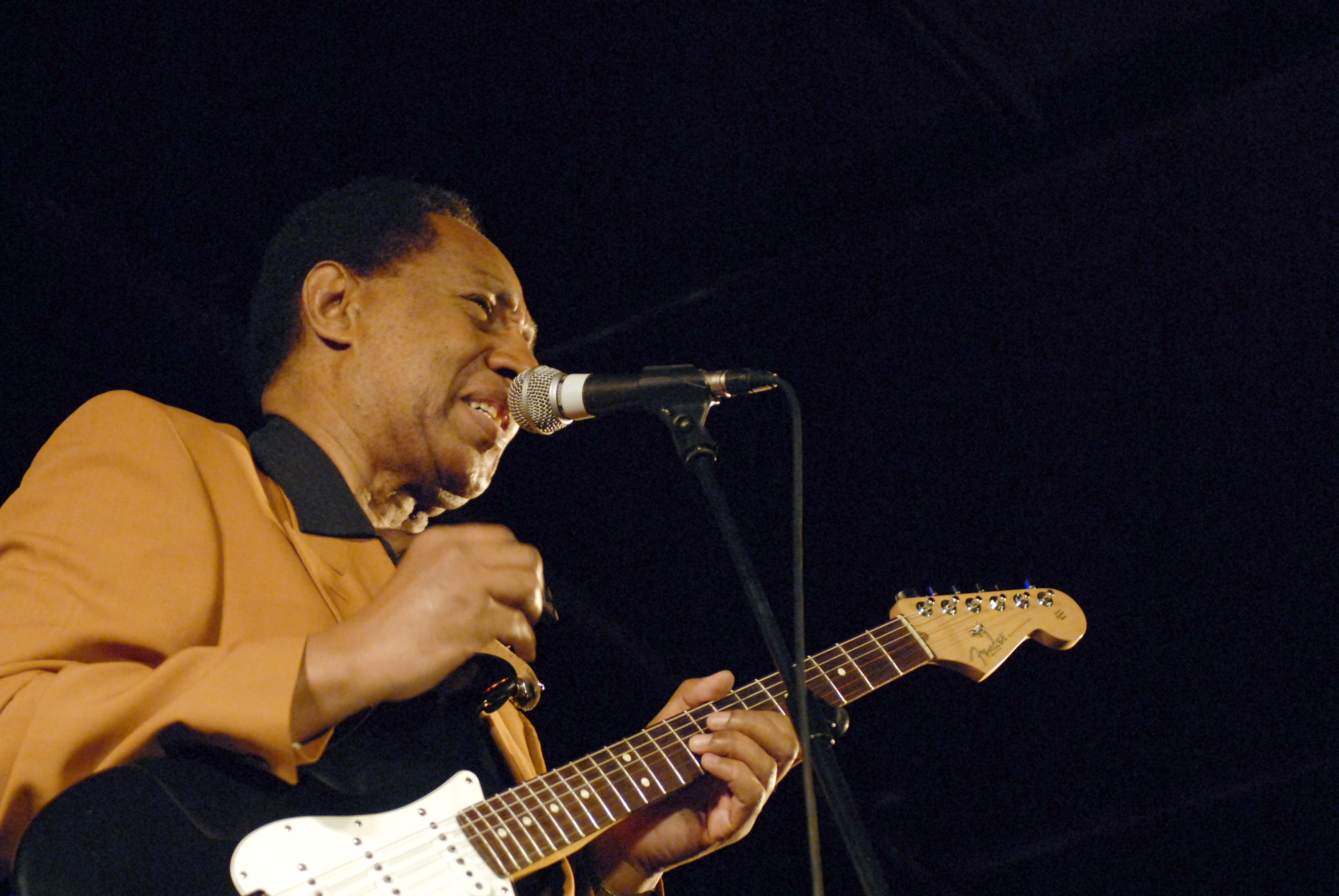
Біллі Бой Арнольд під час джазового фестивалю у Веллінгтоні (Нова Зеландія), 2006

У середині 1960-х залишив музику і почав працювати спочатку водієм автобусу, поліцейським у справах неповнолітніх, і пізніше поліцейським-наглядачем штату Іллінойс. У 1970-х і 1980-х записував на європейських лейблах під час гастролів (і зрідка виступав у США на фестивалях). 1970 року у Франції записав альбом Billy Boy Arnold Session на лейблі Vogue. 1971 року взяв участь у записі альбому Губерта Самліна Kings of Chicago Blues, Vol. 2 (на якому співав на «I Can't Loose» і «Everyday I Have the Blues»). 1977 року у Лондоні записав альбом Checkin' It Out (1979), який вийшов на Red Lightnin'. Також у 1977 році знявся у документальному фільмі BBC під назвою «The Devil's Music». 1984 року записав у Парижі альбом Ten Million Dollars (Blue Phoenix).
У 1990-х записав два альбоми на Alligator: Back Where I Belong (1993) і Eldorado Cadillac (1995), які на думку критиків, стали найкращою роботою Арнольда після 1950-х років. 2000 року на лейблі Catfish вийшов концертний альбом Live at the Venue. 2001 року записав Boogie 'n' Shuffle на Stony Plain, продюсером якого виступив Дюк Робіллард (який також взяв участь у записі і як гітарист). За ним вийшов у 2005 році альбом Consolidated Mojo, виданий на Electro-Fi. Пізніше випустив альбоми Billy Boy Arnold Sings Sonny Boy (2008) і Billy Boy Arnold Sings Big Bill Broonzy (2012) на лейблі Electro-Fi. 21 жовтня 2014 року вийшов альбом The Blues Soul of Billy Boy Arnold на Stony Plain (за участі Робілларда).
У 2016 році його «I Wish You Would» (Vee-Jay, 1950) була включена до Зали слави блюзу в категорії «Класичний блюзовий запис — пісня».

## Дискографія

### Альбоми
- More Blues on the South Side (Prestige, 1964)
- Goin' to Chicago (Testament, 1966; антологія)
- Kings of Chicago Blues Vol. 3 (Vogue, 1973)
- Blow the Back Off It (Red Lightnin', 1975)
- Little Johnny Jones with Billy Boy Arnold (Alligator, 1979; записаний 1963) з Літтлом Джонні Джонсом
- Checkin' It Out (Red Lightnin', 1979)
- Ten Million Dollars (Blue Phoenix, 1984)
- Back Where I Belong (Alligator, 1993)
- Eldorado Cadillac (Alligator, 1995)
- Live at the Venue (Catfish, 2000)
- Boogie 'n' Shuffle (Stony Plain, 2001)
- Consolidated Mojo (Electro-Fi, 2005)
- Billy Boy Arnold Sings Sonny Boy (Electro-Fi, 2008)
- Billy Boy Arnold Sings Big Bill Broonzy (Electro-Fi, 2012)
- The Blues Soul of Billy Boy Arnold (Stony Plain, 2014)

### Сингли
- «I Was Fooled»/«I Wish You Would» (Vee-Jay, 1955)
- «Don't Stay Out All Night»/«I Ain't Got You» (Vee-Jay, 1955)
- «Here's My Picture»/«You've Got Me Wrong» (Vee-Jay, 1956)
- «My Heart Is Crying»/«Kissing at Midnight» (Vee-Jay, 1956)
- «Rockin' itis»/«Prisoner's Plea» (Vee-Jay, 1957)
- «You're My Girl»/«School Time» (Bluesville, 1964)